# Джардин, Алан
Алан (Ал) Чарльз Джардин (англ. Alan (Al) Charles Jardine; род. 3 сентября 1942, Лайма) — американский музыкант, прежде всего известный как гитарист и вокалист рок-группы The Beach Boys.

## Биография

Алан Джардин (верхний ряд справа) в составе The Beach Boys

Алан Джардин родился 3 сентября 1942 года в Лайме (шт. Огайо). Семья переехала в Сан-Франциско, а затем в Хоторн (Калифорния), где в Джардин в школе познакомился с Брайаном Уилсоном. Вместе с ним и его братьями — Деннисом и Карлом Уилсонами, а также их двоюродным братом Майком Лавом Джардин создал группу The Beach Boys и участвовал в первой записи коллектива — песне «Surfin’» (октябрь 1961; Джардин играл на контрабасе). Вскоре, однако, Джардин покинул The Beach Boys, устроившись работать в авиационную фирму. Летом 1963 года по просьбе Брайана Уилсона Джардин вернулся в коллектив (обязанности гитариста во время его отсутствия выполнял Дэвид Маркс).
В The Beach Boys Джардин в основном играл на ритм-гитаре и нередко исполнял ведущие вокальные партии («Help Me, Rhonda», «Then I Kissed Her», «Cotton Fields», «Come Go With Me» и др.). С конца 1960-х гг. песни Джардина стали появляться на альбомах коллектива («Wake the World», «California Saga: California», «Lady Lynda» и др.). В 1978 году Джардин выступил сопродюсером альбома «M.I.U. Album». В 1982 по инициативе Джардина была записана «California Dreamin’» (сингл с песней вышел в 1986), ставшая одним из последних хитов The Beach Boys. После того как группа фактически перестала существовать с конца 1990-х гг. Джардин гастролирует со своей группой Endless Summer Band, исполняющей песни The Beach Boys. В 2010 году вышел первый сольный альбом Джардина «A Postcard from California».